# Macrocera simbhanjangana
Macrocera simbhanjangana är en tvåvingeart som beskrevs av Coher 1963. Macrocera simbhanjangana ingår i släktet Macrocera och familjen platthornsmyggor.
Artens utbredningsområde är Nepal. Inga underarter finns listade i Catalogue of Life.